# Luleå HF
Luleå HF ist ein Eishockeyverein aus dem schwedischen Luleå, der derzeit in der Svenska Hockeyligan, der höchsten schwedischen Liga, spielt. Die Heimspiele werden in der 6000 Zuschauer fassenden Coop Norrbotten Arena ausgetragen. Die Vereinsfarben sind schwarz, rot und gelb.

## Geschichte

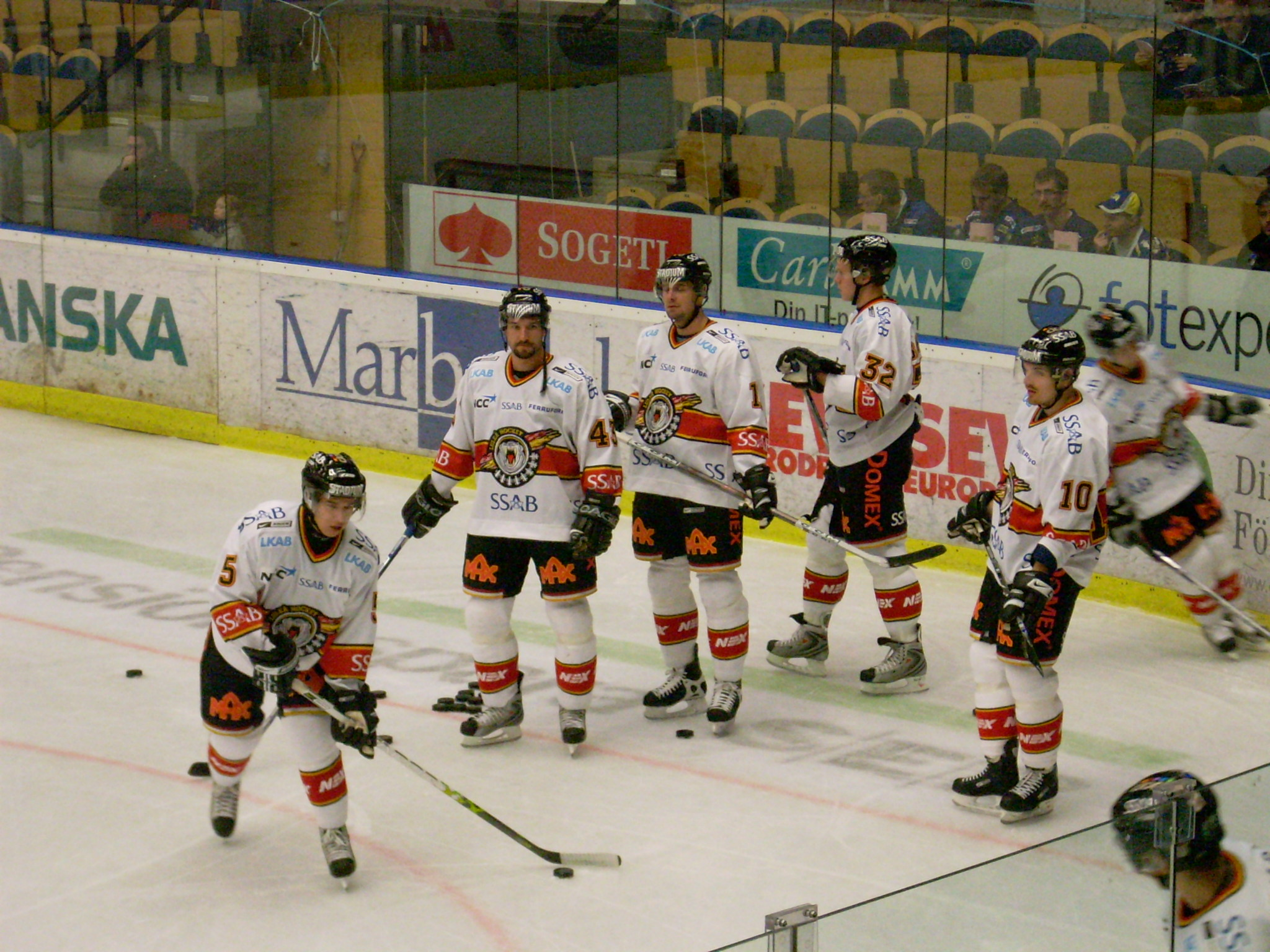
Spieler von Luleå HF in der Saison 2007/08

Luleå HF geht aus dem 1977 gegründeten GroKo Hockey hervor, das 1980 in „Luleå HF“ umbenannt wurde. Seit 1984 spielt der Club in der Elitserien. Gleich in der ersten Saison nach dem Aufstieg erreichte das Team Platz 6. 1987 wurde der HF Dritter, was erstmals zu einem Zuschauerschnitt von über 5.000 pro Spiel führte. Dieser Rekord wurde auch nicht 1993 erreicht, als sich Luleå erst im Finale um die Meisterschaft Brynäs IF geschlagen geben musste. In der Spielzeit nach diesem Top-Ergebnis reichte es nur für Platz 10 der Liga. 1995 meldete Luleå sich dann aber mit dem dritten Platz eindrucksvoll zurück. 1996 war die Mannschaft aber nicht zu stoppen: gegen Västra Frölunda HC wurde der Club im Play-off-Finale erstmals und bislang zum einzigen Mal Schwedischer Eishockey-Meister. Darauf folgte direkt die Vizemeisterschaft 1997. 1999 konnte man noch einmal Dritter, 2000 Vierter werden. Seitdem sind Platzierungen im Mittelfeld die Regel. 2012 gelang dem Verein mit dem Sieg der European Trophy 2012 der bis dahin größte internationale Erfolg. In der Saison 2014/15 gewann Luleå die erste Austragung der Champions Hockey League.
In der Saison 2015/16 belegte der Klub in der Hauptrunde der schwedischen Liga den vierten Platz und erreichte in den Play-offs das Halbfinale, wo das Team gegen den Frölunda HC ausschied. In der parallel ausgetragenen Champions Hockey League kam es ebenfalls bis ins Halbfinale, in dem es abermals gegen Frölunda scheiterte. In den folgenden zwei Spieljahren gehörte Luleå eher zum Mittelfeld der Svenska Hockeyligan, ehe das Team in der Saison 2018/19 den zweiten Platz in der Hauptrunde belegte. In den folgenden Playoffs scheiterte es erneut gegen den Frölunda HC. Die Saison 2019/20 wurde aufgrund der COVID-19-Pandemie in Schweden abgebrochen, nachdem Luleå die Hauptrunde gewonnen hatte. In der Saison 2021/22 scheiterte man im Finale der SHL im siebten Spiel an Färjestad BK.
Am 1. Mai 2025 holte Luleå HF mit einem 5:2-Sieg in der heimischen Arena gegen Brynäs IF den vierten Sieg in den Final-Play-Offs und sicherte sich damit 29 Jahre nach dem ersten Triumph zum zweiten Mal die schwedische Meisterschaft.
 

In der Ewigen Tabelle der Elitserien steht Luleå HF auf Platz 4.

## Spielstätten

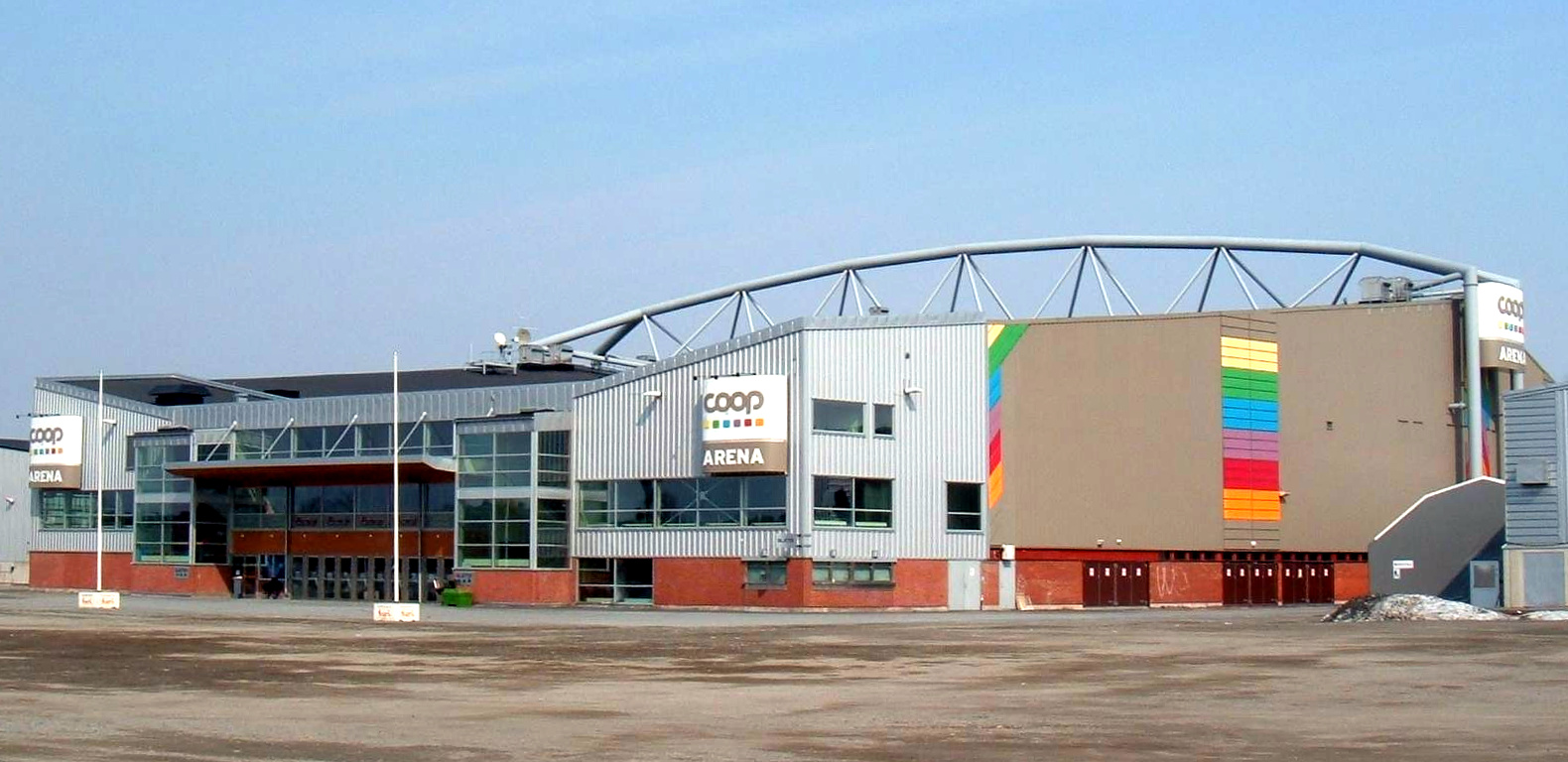
Außenansicht der Coop Arena

Erste Spielstätte von Luleå HF waren die Lulea Ishallen Delfinen für 6.500 Zuschauer. 2002 zog der Verein dann in die moderne Coop Norrbotten Arena um. Zwar finden in ihr nur 6.300 Fans Platz, jedoch bietet sie auch knapp 100 VIP-Plätze und Logen. Nach dem Umzug wurde 2004 zum ersten Mal nach 1987 wieder ein Zuschauerschnitt von mehr als 5.000 Fans pro Spiel erreicht, der seitdem auch stabil ist.